# 劉一瀾
劉一瀾（？—1608年），字子觀，號景醇，江西撫州府臨川縣人，民籍，明朝政治人物。

## 生平
萬曆四年（1576年）丙子科江西鄉試第七十名，萬曆十一年（1583年）癸未科會試第一百四十四名，登三甲第七十三名進士。工部觀政，本年授湖广江陵县知县，丁憂，服闋，复除河南鹿邑县，二十年行取，授兵部主事，二十四年升员外郎，二十六年升郎中，二十七年升廣東参议。三十四年補淮運副，升长芦運同，三十六年戊申九月卒。

## 家族
曾祖劉夢龍；祖父劉俸，贈刑部主事；父劉廷辯，曾任冠帶生員。母趙氏。